# Sand (Bensberg)
Sand ist ein Ortsteil im Stadtteil Kaule von Bergisch Gladbach im Rheinisch-Bergischen Kreis, der in einem geschlossenen Siedlungsgebiet im ehemaligen Stadtgebiet von Bensberg aufgegangen ist. Auf dem Gebiet des historischen Sand ist heute unter anderem die Straße Welscher Busch und Teile der Straße Welscher Heide. Am südwestlichen Ende der Straße Welscher Busch befindet sich eine Tennisanlage.

## Geschichte
Sand bei Bensberg wurde erstmals im Jahr 1516 und dann im Jahr 1544 als van me Sande urkundlich erwähnt. Der Name nimmt Bezug auf die Lage in dem Bergischen Heidesandstreifen. Der Ort wurde im Urkataster als Auf'm Sand verzeichnet.
Die Topographia Ducatus Montani des Erich Philipp Ploennies, Blatt Amt Porz, belegt, dass der Wohnplatz 1715 als Freyhof kategorisiert wurde und mit Sand bezeichnet wurde. Carl Friedrich von Wiebeking benennt die Hofschaft auf seiner Charte des Herzogthums Berg 1789 als Sand. Aus ihr geht hervor, dass Sand zu dieser Zeit Teil der Freiheit Bensberg im gleichnamigen Kirchspiel war. Sand ist auf der Topographischen Aufnahme der Rheinlande von 1824 und auf der Preußischen Uraufnahme von 1840 als Sand verzeichnet. Ab der Preußischen Neuaufnahme von 1892 ist er auf Messtischblättern regelmäßig als Sand verzeichnet.
Gemäß den Topographischen Karten 1:25.000 steht ein Gebäude beim Tennisplatz. Alle Gebäude auf der südlichen Seite der Zufahrt und alle auf der nördlichen Straßenseite sind in den 1960ern abgetragen und ersetzt worden. Der Kern in der heutigen Kreuzung Welscher Heide/Welscher Busch blieb bis in die 1980er Jahre unverändert und wurde dann durch eine neue Bebauung ersetzt. Später verdichtete sich die Bebauung auf den bislang freien Flächen.
Mit der kommunalen Neuordnung von 1975 wurde die Straße in Welscher Busch umbenannt, um Verwechslungen auszuschließen. Dabei handelt es sich um eine Bezeichnung, die aus den beiden alten Gewannenbezeichnungen Auf der Welscher Heide und Im Sander Busch konstruiert wurde.

## Etymologie
Das Bestimmungswort welsch stammt aus dem Mittelhochdeutschen walhisch/welhisch (= romanisch, französisch, italienisch) und verweist bei Siedlungs- und Flurnamen auf einen Wohnsitz für ausländische, besonders französische Ansiedler. Vermutlich handelte es sich dabei um französische Künstler und Handwerker, die zu Beginn des 18. Jahrhunderts beim Bau von Schloss Bensberg maßgeblich beteiligt waren und sich zu diesem Zweck im Bensberger Raum angesiedelt haben. Heute wird das Wort kaum noch gebraucht, weil es einen negativen Beiklang hat.